# Loma de Conejo
Loma de Conejo är en ort i Mexiko.   Den ligger i kommunen Santo Domingo Nuxaá och delstaten Oaxaca, i den sydöstra delen av landet, 300 km sydost om huvudstaden Mexico City. Loma de Conejo ligger 1 845 meter över havet och antalet invånare är 106.
Terrängen runt Loma de Conejo är huvudsakligen kuperad. Loma de Conejo ligger nere i en dal. Runt Loma de Conejo är det glesbefolkat, med 17 invånare per kvadratkilometer. Närmaste större samhälle är Río Cacho, 17,3 km sydost om Loma de Conejo. I omgivningarna runt Loma de Conejo växer huvudsakligen savannskog.